# QRFP
, ili  amidni peptid sa 26 aminokiselina, je ljudski protein. On je takođe poznat kao P518.
P518 funkcioniše kao ligand visokog-afiniteta GPR103 receptora. iRNK prekurzori GPR103 i P518 proteina su visoko izraženi u mozgu.  peptid sa 43 aminokiselina, što je duži oblik P518 peptida, je neophodan za punu agonističku aktivnosti GPR103 receptora. Intravenozna administracija QRFP peptida uzrokuje oslobađanje aldosterona, iz čega proizilazi da QRFP i GPR103 regulišu adrenalnu funkciju.

## Literatura
- Bruzzone F; Lectez B; Tollemer H;  . (2007). „Anatomical distribution and biochemical characterization of the novel RFamide peptide 26RFa in the human hypothalamus and spinal cord.”. J. Neurochem. 99 (2): 616—27. PMID 16899066. doi:10.1111/j.1471-4159.2006.04090.x.
- Chartrel N; Bruzzone F; Dujardin C;  . (2006). „Identification of 26RFa from frog brain: a novel hypothalamic neuropeptide with orexigenic activity in mammals.”. Ann. N. Y. Acad. Sci. 1040: 80—3. PMID 15891009. doi:10.1196/annals.1327.009.
- Thuau R; Guilhaudis L; Ségalas-Milazzo I;  . (2005). „Structural studies on 26RFa, a novel human RFamide-related peptide with orexigenic activity.”. Peptides. 26 (5): 779—89. PMID 15808908. doi:10.1016/j.peptides.2005.01.006.
- Gerhard DS; Wagner L; Feingold EA;  . (2004). „The status, quality, and expansion of the NIH full-length cDNA project: the Mammalian Gene Collection (MGC).”. Genome Res. 14 (10B): 2121—7. PMC 528928 . PMID 15489334. doi:10.1101/gr.2596504.
- Chartrel N; Dujardin C; Anouar Y;  . (2004). „Identification of 26RFa, a hypothalamic neuropeptide of the RFamide peptide family with orexigenic activity.”. Proc. Natl. Acad. Sci. U.S.A. 100 (25): 15247—52. PMC 299975 . PMID 14657341. doi:10.1073/pnas.2434676100.
- Fukusumi S; Yoshida H; Fujii R;  . (2004). „A new peptidic ligand and its receptor regulating adrenal function in rats.”. J. Biol. Chem. 278 (47): 46387—95. PMID 12960173. doi:10.1074/jbc.M305270200.
- Jiang Y; Luo L; Gustafson EL;  . (2003). „Identification and characterization of a novel RF-amide peptide ligand for orphan G-protein-coupled receptor SP9155.”. J. Biol. Chem. 278 (30): 27652—7. PMID 12714592. doi:10.1074/jbc.M302945200.
- Strausberg RL; Feingold EA; Grouse LH;  . (2003). „Generation and initial analysis of more than 15,000 full-length human and mouse cDNA sequences.”. Proc. Natl. Acad. Sci. U.S.A. 99 (26): 16899—903. PMC 139241 . PMID 12477932. doi:10.1073/pnas.242603899.

## Spoljašnje veze
- „Peptide P518 Receptor”. IUPHAR Database of Receptors and Ion Channels. International Union of Basic and Clinical Pharmacology. Архивирано из оригинала 03. 03. 2016. г.